# 経済社会学会
経済社会学会（けいざいしゃかいがっかい、英: The Society of Economic Sociology, SOES）は、経済社会学に関する日本の学術団体である。日本学術会議協力学術研究団体。日本経済学会連合、および社会学系コンソーシアム加盟学会。1966年創立。

## 概要
1966年（昭和41年）、経済社会学に関する諸研究の発達・普及を目的として創立された。全国大会(年1回)、および東部部会、西部部会、東西合同部会が開催されている。機関誌として『経済社会学会年報』を年1回発行する。

経済と社会の関連、経済との関連における社会分析を主要な課題とする。会員の研究分野は幅広く、経済学、社会学、社会保障論、組織論等にまたがる。

## 大会
全国大会は、毎年9月の土曜・日曜の2日間に開催される。大会での研究報告の募集は、例年3月頃に行われる。

## 部会
東日本の研究機関に所属する会員による東部部会、同じく西日本の西部部会が、それぞれ年2回程度（5月・12月）開催される。また東西合同部会が6月に開催される。

## 学会誌
『経済社会学会年報』が年1回（9月）発行される。自由投稿論文（査読あり）、大会報告論文（査読あり）、大会報告要旨、書評等から構成される。

## 学会賞
会員による優秀な業績を顕彰するために「高田保馬賞」が制定されている。本賞と奨励賞がある。

## その他の活動
会員向けに「ニューズレター」が年2回発行されている。

## 会員資格
一般会員・学生会員・シニア会員・および賛助会員

入会申込書および申込方法については、経済社会学会HPに掲載されている。

## 歴代会長
酒井正三郎(故人), 北野熊喜男(故人), 板垣與一(故人), 内海洋一(故人), 富永健一, 野尻武敏, 田村正勝, 橋本昭一, 東條隆進, 足立正樹, 佐々木實雄, 森田雅憲, 間々田孝夫, 小林甲一, 恩田守雄